# Danh sách tập truyện Naruto

Bìa của tập 1 được phát hành tại Việt Nam bởi NXB Kim Đồng vào ngày 3 tháng 12 năm 2018

Naruto là một bộ manga được viết bởi Kishimoto Masashi và được phát hành bởi Shueisha trên Tuần san Shōnen Jump. Bộ truyện tập trung vào người anh hùng và nhân vật chính mang tên Uzumaki Naruto, một ninja đến từ làng Lá với khả năng sử dụng nhẫn thuật siêu phàm, là vật chủ của Cửu Vĩ và ước mơ trở thành Hokage để tìm kiếm sự công nhận từ dân làng và bảo vệ họ khỏi bất kỳ mối đe dọa nào. Chương đầu tiên của bộ truyện bắt đầu được đăng trên số 43 của tạp chí từ năm 1999. Sau đó, các chương truyện này đã được Shueisha tập hợp thành một tập tankōbon. Phần đầu trong cốt truyện của Naruto được gọi là Phần I và bao gồm 244 chương truyện đầu tiên. Phần II bao gồm tất cả các chương truyện còn lại và nội dung của phần này lấy bối cảnh hai năm rưỡi sau phần I. Viz Media được cấp phép xuất bản bộ truyện Naruto chuyển ngữ sang tiếng Anh tại Bắc Mỹ. Tại đây, bộ truyện được đăng nhiều kỳ trên tạp chí Shonen Jump của Hoa Kỳ và phát hành dưới dạng tập.
Nhiều tác phẩm đã được chuyển thể từ Naruto, bao gồm hai bộ anime truyền hình dài tập và bảy phim điện ảnh. Bộ anime đầu tiên cũng lấy tên là Naruto, gồm 220 tập và được chuyển thể từ Phần I. Bộ anime thứ hai có tên là Naruto Shippuden (ナルト 疾風伝 Naruto Shippūden, tạm dịch: Naruto: Cuộc phiêu lưu gió xoáy), được chuyển thể từ Phần II. Cả hai sê-ri đều do Studio Pierrot và TV Tokyo sản xuất, và được phát sóng trên TV Tokyo.
Tổng cộng 72 tập truyện đã được Shueisha phát hành tại Nhật Bản, trong đó 27 tập đầu tiên thuộc Phần I và 45 tập còn lại thuộc Phần II. Tập đầu tiên được phát hành vào ngày 3 tháng 3 năm 2000 trong khi tập 72 được phát hành vào ngày 4 tháng 2 năm 2015. Ngoài ra, từ ngày 7 tháng 11 năm 2008 đến ngày 10 tháng 4 năm 2009, Shueisha đã tái bản toàn bộ Phần I dưới dạng sōshūhen bao gồm 9 tập mang tên Naruto Sōshūhen: Uzumaki Daikan (ＮＡＲＵＴＯ―ナルト―総集編　うずまき大巻 tạm dịch: Naruto trọn bộ: Đại tuyển tập Uzumaki).
Tại Việt Nam, TVM Comics công bố bản quyền phát hành Naruto vào năm 2008. Sau khi TVM Comics ngừng hoạt động, Naruto đã được Nhà xuất bản Kim Đồng tái phát hành, trong đó tập 1 ra mắt ngày 3 tháng 12 năm 2018 và tập 72 đến với độc giả vào ngày 28 tháng 3 năm 2022. Ở Bắc Mỹ, Viz Media đã phát hành 72 tập manga chuyển ngữ tiếng Anh với tập 1 phát hành vào ngày 6 tháng 8 năm 2003 và tập 72 phát hành vào ngày 6 tháng 10 năm 2015. Để thu hẹp khoảng cách các tập truyện giữa phiên bản tiếng Nhật và tiếng Anh, Viz đã công bố chiến dịch mang tên "Naruto Nation". Trong chiến dịch này, họ sẽ phát hành ba tập mỗi tháng trong bốn tháng cuối vào năm 2007. Vào năm 2009, một chiến dịch tương tự đã diễn ra mang tên "Generation Ninja", trong đó mười một tập từ Phần II của bộ truyện đã được phát hành từ tháng 2 đến tháng 4 năm đó để bắt kịp số tập truyện phiên bản tiếng Nhật. Từ việc phát hành tập 45 trở đi vào tháng 7 năm 2009, Viz bắt đầu phát hành các tập truyện Naruto theo quý.

## Danh sách tập truyện tranh

### Phần I
Phần I của bộ manga Naruto bao gồm 244 chương truyện đầu tiên, được tập hợp thành 27 tập tankōbon. Toàn bộ 27 tập truyện đã được phát hành tại Nhật Bản bởi Shueisha, tại Bắc Mỹ bởi Viz Media và tại Việt Nam bởi Nhà xuất bản Kim Đồng. Viz đã phát hành từ tập 16 đến tập 27 trong vòng 4 tháng qua chiến dịch "Naruto Nation" nhằm thu hẹp khoảng cách các tập truyện giữa phiên bản tiếng Nhật và tiếng Anh.
| #  | Nhan đề                                                                       | Phát hành Tiếng Nhật            | Phát hành tiếng Việt                |
| -- | ----------------------------------------------------------------------------- | ------------------------------- | ----------------------------------- |
| 1  | Uzumaki Naruto (うずまきナルト)                                               | 3 tháng 3, 2000 4-08-872840-8   | 3 tháng 12, 2018 978-604-2-21789-7  |
| 2  | Ông khách khó ưa Saiaku no irainin (最悪の依頼人)                             | 2 tháng 6, 2000 4-08-872878-5   | 17 tháng 12, 2018 978-604-2-21790-3 |
| 3  | Ước mơ...!! Yume no tame ni...!! (夢の為に...!!)                              | 4 tháng 8, 2000 4-08-872898-X   | 31 tháng 12, 2018 978-604-2-21791-0 |
| 4  | Cây cầu mang tên người anh hùng!! Eiyū no hashi!! (英雄の橋!!)                | 4 tháng 10, 2000 4-08-873026-7  | 21 tháng 1, 2019 978-604-2-21792-7  |
| 5  | Đấu thủ!! Chōsensha-tachi!! (挑戦者たち!!)                                    | 4 tháng 12, 2000 4-08-873050-X  | 18 tháng 12, 2019 978-604-2-21793-4 |
| 6  | Quyết tâm của Sakura Sakura no ketsui!! (サクラの決意!!)                      | 2 tháng 3, 2001 4-08-873089-5   | 18 tháng 3, 2019 978-604-2-21794-1  |
| 7  | Con đường duy nhất...! Susumubeki michi...!! (進むべき道...!!)                | 1 tháng 5, 2001 4-08-873113-1   | 1 tháng 4, 2019 978-604-2-21795-8   |
| 8  | Trận chiến sống còn!! Inochigake no tatakai!! (命懸けの戦い!!)                | 3 tháng 8, 2001 4-08-873147-6   | 22 tháng 4, 2019 978-604-2-21796-5  |
| 9  | Neji và Hinata Neji to Hinata (ネジとヒナタ)                                  | 4 tháng 10, 2001 4-08-873174-3  | 13 tháng 5, 2019 978-604-2-21797-2  |
| 10 | Ninja kiệt xuất...! Rippa na ninja...!! (立派な忍者...!!)                     | 4 tháng 12, 2001 4-08-873197-2  | 27 tháng 6, 2019 978-604-2-21798-9  |
| 11 | Nhận tui làm đệ tử nha!? Deshi'iri shigan!? (弟子入り志願 !?)                 | 4 tháng 3, 2002 4-08-873236-7   | 10 tháng 6, 2019 978-604-2-21799-6  |
| 12 | Bay cao!! Ōi naru hishō!! (大いなる飛翔!!)                                    | 1 tháng 5, 2002 4-08-873259-6   | 24 tháng 6, 2019 978-604-2-21800-9  |
| 13 | Kỳ thi Chunin: Chấm dứt...!! Chūnin shiken, shūryō...!! (中忍試験、終了...!!) | 2 tháng 8, 2002 4-08-873298-7   | 8 tháng 7, 2019 978-604-2-21801-6   |
| 14 | Hokage vs. Hokage!! (火影VS火影!!)                                            | 1 tháng 11, 2002 4-08-873341-X  | 22 tháng 7, 2019 978-604-2-21802-3  |
| 15 | Naruto Nhẫn Pháp Truyền Kì!! Naruto ninpōchō!! (ナルト忍法帖!!)               | 20 tháng 12, 2002 4-08-873368-1 | 5 tháng 8, 2019 978-604-2-21803-0   |
| 16 | Tiêu diệt Làng Lá: Kết thúc!! Konoha kuzushi, shūketsu!! (木ノ葉崩し、終結!!) | 4 tháng 3, 2003 4-08-873394-0   | 19 tháng 8, 2019 978-604-2-21804-7  |
| 17 | Sức mạnh của Itachi!! Itachi no chikara!! (イタチの能力!!)                    | 1 tháng 5, 2003 4-08-873420-3   | 9 tháng 9, 2019 978-604-2-21828-3   |
| 18 | Quyết định của Tsunade!! Tsunade no ketsui (綱手の決意!!)                     | 4 tháng 8, 2003 4-08-873493-9   | 23 tháng 9, 2019 978-604-2-21805-4  |
| 19 | Người thừa kế Uketsugumono (受け継ぐ者)                                       | 2 tháng 10, 2007 4-08-873523-4  | 7 tháng 10, 2019 978-604-2-21806-1  |
| 20 | Naruto vs. Sasuke!! Naruto VS. Sasuke (ナルトvsサスケ!!)                      | 19 tháng 12, 2003 4-08-873552-8 | 21 tháng 10, 2019 978-604-2-21807-8 |
| 21 | Không thể tha thứ!! Yurusenai!! (許せない!!)                                  | 4 tháng 3, 2004 4-08-873573-0   | 4 tháng 11, 2019 978-604-2-21808-5  |
| 22 | Chuyển sinh Tensei...!! (転生...!!)                                           | 30 tháng 4, 2004 4-08-873595-1  | 18 tháng 11, 2019 978-604-2-21809-2 |
| 23 | Nghịch cảnh...! Kukyō...!! (苦境...!!)                                        | 4 tháng 8, 2004 4-08-873639-7   | 2 tháng 12, 2019 978-604-2-21810-8  |
| 24 | Nguy-Nguy-Nguy!! Pinchi pinchi pinchi!! (ピンチ·ピンチ·ピンチ!!)              | 4 tháng 10, 2004 4-08-873660-5  | 16 tháng 12, 2019 978-604-2-21811-5 |
| 25 | Anh và em Itachi to Sasuke (兄と弟)                                           | 3 tháng 12, 2004 4-08-873679-6  | 30 tháng 12, 2019 978-604-2-21812-2 |
| 26 | Ngày từ biệt...! Wakare no hi...!! (別れの日...!!)                            | 4 tháng 2, 2005 4-08-873770-9   | 13 tháng 1, 2020 978-604-2-21813-9  |
| 27 | Ngày phiêu bạt!! Tabidachi no hi!! (旅立ちの日!!)                             | 4 tháng 4, 2005 4-08-873791-1   | 10 tháng 2, 2020 978-604-2-21814-6  |

### Phần II
Phần II của Naruto bao gồm tất cả các chương truyện từ chương 245 đến chương 700, nội dung lấy bối cảnh hai năm rưỡi sau Phần I. Phiên bản chuyển ngữ tiếng Anh của phần II được đăng nhiều kỳ trên tạp chí Shonen Jump của Hoa Kỳ từ ngày 4 tháng 12 năm 2007 và tập truyện đầu tiên được phát hành vào ngày 4 tháng 3 năm 2008. Để bắt kịp số tập truyện phiên bản tiếng Nhật, mười một tập từ Phần II của bộ truyện đã được phát hành từ tháng 2 đến tháng 4 năm 2009 và sau đó, các tập truyện Naruto bắt đầu được phát hành theo quý.

#### Tập 28–48
| #  | Nhan đề                                                               | Phát hành Tiếng Nhật                                                                  | Phát hành tiếng Việt                |
| -- | --------------------------------------------------------------------- | ------------------------------------------------------------------------------------- | ----------------------------------- |
| 28 | Naruto về làng!! Naruto no kikyō!! (ナルトの帰郷!!)                   | 3 tháng 6, 2005 978-4-08-873828-4                                                     | 24 tháng 3, 2020 978-604-2-21815-3  |
| 29 | Kakashi VS. Itachi!! Kakashi vs. Itachi!! (カカシVSイタチ!!)          | 4 tháng 8, 2005 978-4-08-873849-7 calling template requires template_name parameter   | 9 tháng 3, 2020 978-604-2-21816-0   |
| 30 | Bà Chiyo và Sakura Chiyo-bā to Sakura (チヨバアとサクラ)              | 4 tháng 11, 2005 978-4-08-873881-0 calling template requires template_name parameter  | 23 tháng 3, 2020 978-604-2-21817-7  |
| 31 | Tâm niệm gửi gắm!! Takusareta omoi!! (託された想い!!)                 | 26 tháng 12, 2005 978-4-08-874002-5 calling template requires template_name parameter | 20 tháng 4, 2020 978-604-2-21818-4  |
| 32 | Hướng tới Sasuke!! Sasuke e no michi!! (サスケへの道!!)               | 4 tháng 4, 2006 978-4-08-874039-4 calling template requires template_name parameter   | 18 tháng 5, 2020 978-604-2-21819-1  |
| 33 | Nhiệm vụ tuyệt mật...! Gokuhi ninmu...!! (極秘任務...!!)              | 2 tháng 6, 2006 978-4-08-874108-0 calling template requires template_name parameter   | 1 tháng 6, 2020 978-604-2-21820-7   |
| 34 | Khoảnh khắc gặp lại...!! Saikai no toki...!! (再会の時...!!)          | 4 tháng 8, 2006 978-4-08-874138-2 calling template requires template_name parameter   | 15 tháng 6, 2020 978-604-2-21821-4  |
| 35 | Cặp đôi mới!! Aratanaru futarigumi!! (新たなる二人組!!)               | 2 tháng 11, 2006 978-4-08-874273-7 calling template requires template_name parameter  | 29 tháng 6, 2020 978-604-2-21822-1  |
| 36 | Đội 10 Daijippan (第十班)                                             | 27 tháng 12, 2006 978-4-08-874288-5                                                   | 13 tháng 7, 2020 978-604-2-21823-8  |
| 37 | Trận đấu của Shikamaru!! Shikamaru no tatakai!! (シカマルの戦い!!)    | 4 tháng 4, 2007 978-4-08-874338-7                                                     | 27 tháng 7, 2020 978-604-2-21824-5  |
| 38 | Thành quả luyện tập...! Shugyō no seika...!! (修業の成果...!!)        | 4 tháng 6, 2007 978-4-08-874364-6                                                     | 10 tháng 8, 2020 978-604-2-21825-2  |
| 39 | Hành động Ugokidasumono-tachi (動き出す者たち)                        | 3 tháng 8, 2007 978-4-08-874397-4                                                     | 24 tháng 8, 2020 978-604-2-21826-9  |
| 40 | Nghệ thuật tối thượng Kyūkyoku geijutsu!! (究極芸術!!)                | 2 tháng 11, 2007 978-4-08-874432-2                                                    | 7 tháng 9, 2020 978-604-2-21827-6   |
| 41 | Lựa chọn của Jiraiya!! Jiraiya no sentaku!! (自来也の選択!!)          | 4 tháng 2, 2008 978-4-08-874472-8                                                     | 21 tháng 9, 2020 978-604-2-21829-0  |
| 42 | Bí mật của Mangekyo...!! Mangekyō no himitsu...!! (万華鏡の秘密...!!) | 2 tháng 5, 2008 978-4-08-874512-1                                                     | 5 tháng 10, 2020 978-604-2-21830-6  |
| 43 | Kẻ nắm rõ sự thật...! Shinjitsu o shiru mono (真実を知る者)           | 4 tháng 8, 2008 978-4-08-874552-7                                                     | 19 tháng 10, 2020 978-604-2-21831-3 |
| 44 | Truyền thụ tiên thuật...! Senjutsu Denshō...!! (仙術伝承...!!)        | 4 tháng 11, 2008 978-4-08-874589-3                                                    | 2 tháng 11, 2020 978-604-2-21832-0  |
| 45 | Chiến trường làng Lá!! Senjō, Konoha!! (戦場、木ノ葉!!)               | 4 tháng 2, 2009 978-4-08-874627-2                                                     | 16 tháng 11, 2020 978-604-2-21833-7 |
| 46 | Naruto trở về!! Naruto kikan!! (ナルト帰還!!)                         | 1 tháng 5, 2009 978-4-08-874663-0                                                     | 30 tháng 11, 2020 978-604-2-21834-4 |
| 47 | Phong ấn bị phá bỏ!! Fūin hakai!! (封印破壊!!)                        | 4 tháng 8, 2009 978-4-08-874711-8                                                     | 14 tháng 12, 2020 978-604-2-21835-1 |
| 48 | Ngôi làng chào đón!! Kanko no sato!! (歓呼の里!!)                     | 4 tháng 11, 2009 978-4-08-874748-4                                                    | 28 tháng 12, 2020 978-604-2-21836-8 |

#### Tập 49–72
| #  | Nhan đề                                                                             | Phát hành ja                        | Phát hành tiếng Việt                     |
| -- | ----------------------------------------------------------------------------------- | ----------------------------------- | ---------------------------------------- |
| 49 | Hội đàm Ngũ Kage, bắt đầu...!! Gokage kaidan, kaimaku...!! (五影会談、開幕...!!)    | 4 tháng 1, 2010 978-4-08-874784-2   | 11 tháng 1, 2021 978-604-2-21837-5       |
| 50 | Thủy lao tử chiến!! Suirō no shitō!! (水牢の死闘!!)                                 | 4 tháng 3, 2010 978-4-08-870011-3   | 25 tháng 1, 2021 978-604-2-19438-9       |
| 51 | Sasuke VS. Danzo...!! Sasuke bāsasu Danzō...!! (サスケVSダンゾウ...!!)              | 30 tháng 4, 2010 978-4-08-870033-5  | 22 tháng 2, 2021 978-604-2-22072-9       |
| 52 | Đội 7 của mỗi người!! Sorezore no Dainanahan!! (それぞれの第七班!!)                 | 4 tháng 8, 2010 978-4-08-870084-7   | 8 tháng 3, 2021 978-604-2-22073-6        |
| 53 | Naruto ra đời Naruto no shusshō (ナルトの出生)                                      | 4 tháng 11, 2010 978-4-08-870126-4  | 22 tháng 3, 2021 978-604-2-22074-3       |
| 54 | Cầu nối hòa bình Heiwa e no kakehashi (平和への懸け橋)                              | 29 tháng 12, 2010 978-4-08-870143-1 | 5 tháng 4, 2021 978-604-2-22075-0        |
| 55 | Khai màn đại chiến! Taisen, Kaisen! (大戦、開戦!)                                   | 21 tháng 4, 2011 978-4-08-870185-1  | 19 tháng 4, 2021 978-604-2-22076-7       |
| 56 | Đội Asuma tái ngộ! Saikai, Asuma han! (再会、アスマ班!)                             | 3 tháng 6, 2011 978-4-08-870218-6   | 10 tháng 5, 2021 978-604-2-22077-4       |
| 57 | Naruto xung trận...! Naruto senjō e...!! (ナルト戦場へ...!!)                        | 4 tháng 11, 2011 978-4-08-870271-1  | 24 tháng 5, 2021 978-604-2-22567-0       |
| 58 | Naruto VS. Itachi!! ナルトVSイタチ!!                                                | 4 tháng 11, 2011 978-4-08-870302-2  | 7 tháng 6, 2021 978-604-2-22568-7        |
| 59 | Ngũ Kage hợp lực...!! Gokage shūketsu...!! (五影集結...!!)                          | 3 tháng 2, 2012 978-4-08-870368-8   | 21 tháng 6, 2021 978-604-2-22569-4       |
| 60 | Kurama!! (九喇嘛!!)                                                                 | 2 tháng 5, 2012 978-4-08-870417-3   | 5 tháng 7, 2021 978-604-2-22570-0        |
| 61 | Huynh đệ song thủ!! Kyōdai, kyōtō!! (兄弟、共闘!!)                                  | 27 tháng 7, 2012 978-4-08-870477-7  | 19 tháng 7, 2021 978-604-2-22844-2       |
| 62 | Vết nứt Hibi (皹)                                                                   | 4 tháng 10, 2012 978-4-08-870515-6  | 18 tháng 10, 2021 978-604-2-22845-9      |
| 63 | Mộng giới Yume no sekai (夢の世界)                                                  | 28 tháng 12, 2012 978-4-08-870550-7 | 1 tháng 11, 2021 978-604-2-22846-6       |
| 64 | Thập vĩ Jūbi (十尾)                                                                 | 4 tháng 4, 2013 978-4-08-870628-3   | 15 tháng 11, 2021 978-604-2-22847-3      |
| 65 | Hashirama & Madara Hashirama to Madara (柱間とマダラ)                               | 4 tháng 7, 2013 978-4-08-870661-0   | ngày 29 tháng 11, 2021 978-604-2-23154-1 |
| 66 | Thế trận 3 chân mới Aratanaru sansukumi (新たなる三竦み)                            | 4 tháng 9, 2013 978-4-08-870801-0   | ngày 13 tháng 12, 2021 978-604-2-23155-8 |
| 67 | Bước đột phá Toppakō (突破口)                                                       | 4 tháng 12, 2013 978-4-08-870849-2  | ngày 27 tháng 12, 2021 978-604-2-23156-5 |
| 68 | Lối mòn Wadachi (轍)                                                                | 4 tháng 3, 2014 978-4-08-880023-3   | ngày 17 tháng 1, 2022 978-604-2-23157-2  |
| 69 | Khởi đầu của mùa xuân đỏ Akaki haru no hajimari (紅き春の始まり)                    | 2 tháng 5, 2014 978-4-08-880054-7   | ngày 14 tháng 2, 2022 978-604-2-23525-9  |
| 70 | Naruto & Lục Đạo Tiên Nhân...! Naruto to Rikudō Sennin...!! (ナルトと六道仙人...!!) | 4 tháng 8, 2014 978-4-08-880151-3   | ngày 28 tháng 2, 2022 978-604-2-23526-6  |
| 71 | Thầy yêu các em Daisuki da (大好きだ)                                               | 4 tháng 11, 2014 978-4-08-880208-4  | ngày 14 tháng 3, 2022 978-604-2-23527-3  |
| 72 | Uzumaki Naruto!! (うずまきナルト!!)                                                 | 4 tháng 2, 2015 978-4-08-880220-6   | ngày 28 tháng 3, 2022 978-604-2-23528-0  |